# نویابود
نویابود (به لاتین: Noyabud) یک منطقه مسکونی در جمهوری آذربایجان است که در شهرستان آستارا و در دهیاری برزوبند واقع شده‌است.

## ریشه واژه
نویابود از دو واژه تالشی نو به‌معنای تازه و بود یا وود به‌معنای بودن، استقرار یا محل  تشکیل شده‌است و معنای کلی آن به‌صورت مکان و آبادی تازه است.